# Stazione di Africo Nuovo
La stazione di Africo Nuovo è una fermata ferroviaria posta sulla ferrovia Jonica. Serve il centro abitato di Africo.

## Storia
La stazione venne attivata nel 1922 tra l’ex stazione di La Verda e la stazione di Ferruzzano, sulla linea jonica.
Attualmente risulta una fermata impresenziata: i deviatoi del secondo binario sono stati tolti lasciando così un solo binario (che è quello di corretto tracciato) per il transito e la fermata dei convogli.
Non è presente nessun servizio e il fabbricato viaggiatori è inaccessibile. In passato però, era presente il capostazione, servizi igienici e un piccolo deposito per le merci.